# Juliomys
Juliomys (González, 2000) è un genere di roditori della famiglia dei Cricetidi.

## Descrizione

### Dimensioni
Al genere Juliomys appartengono roditori di piccole dimensioni, con lunghezza della testa e del corpo tra 75 e 104 mm, la lunghezza della coda tra 99 e 121 mm e un peso fino a 28 g.

### Caratteristiche craniche e dentarie
Il cranio è piccolo e delicato, con un rostro corto, la zona inter-orbitale larga con i margini arrotondati, le arcate zigomatiche leggermente compresse anteriormente. La mandibola è piccola e poco sviluppata, gli incisivi superiori sono opistodonti, ovvero con le punte rivolte verso l'interno, i molari sono grandi. 
Sono caratterizzati dalla seguente formula dentaria:

### Aspetto
La pelliccia è corta e soffice. Le parti superiori variano dal bruno-giallastro al bruno-arancione con dei riflessi rossicci sulla groppa, i fianchi sono più chiari mentre le parti ventrali sono bianche con la base dei peli grigia. La coda è leggermente più lunga della testa e del corpo, è lievemente più chiara nella parte ventrale e termina con un piccolo ciuffo di peli. Le zampe sono corte e larghe, adattamento ad una vita arboricola, gli artigli sono parzialmente nascosti da ciuffi di peli biancastri. Le femmine hanno 4 paia di mammelle.

## Distribuzione
Il genere è diffuso nel Brasile meridionale, nel Paraguay orientale e nell'Argentina settentrionale.

## Tassonomia
Il genere comprende 4 specie viventi ed una estinta:
- Juliomys anoblepas †
- Juliomys ossitenuis
- Juliomys pictipes
- Juliomys rimofrons
- Juliomys ximenezi